# 関広国
関 広国（せき ひろくに）は、幕末の薩摩藩の武士。一般には通称の関 勇助（せき ゆうすけ）で知られる。薩摩藩主・島津斉彬の側近。

## 略歴
お由羅騒動に連座して謹慎となるが、その後島津斉彬に重用され、常平法や外城屯田兵制の城下士への適用、郷校の設立などは広国の調査によるものが多く、斉彬がフランス式騎兵隊を創設した際はその隊長となったという。西郷隆盛や大久保利通は広国に学んだことがあるという。
島津斉彬死去以降の消息は不明。
鹿児島城下の高麗町で誕生すると伝えられる。ただし、天保13年及び安政6年の地図において、高麗町を初め、鹿児島城下に「関勇助」の名は見えない。

## 略年譜
- 天保14年（1843年）4月17日：徳之島蔵方目付として、徳之島代官春山休兵衛や付役野村九兵衛、藺牟田利兵衛、横目の面高真七郎とともに徳之島の亀津に着く。
- 弘化元年（1844年）：鹿児島に戻る。
- 弘化4年（1847年）3月29日：再度の徳之島蔵方目付就任により、徳之島代官の宮内藤助や付役の伊集院五右衛門、樺山弥兵衛、横目の小倉与右衛門とともに徳之島に着く。亀津着は4月1日。
- 嘉永2年（1849年）：春に後任の代官などが来島。なお、蔵方目付の後任は深見有安であった。この年に鹿児島に帰る。

## 登場作品
テレビドラマ
- 『翔ぶが如く』（1990年、NHK大河ドラマ　演:坂口芳貞）
- 『西郷どん』（2018年、NHK大河ドラマ　演:森岡豊）